# Xofer

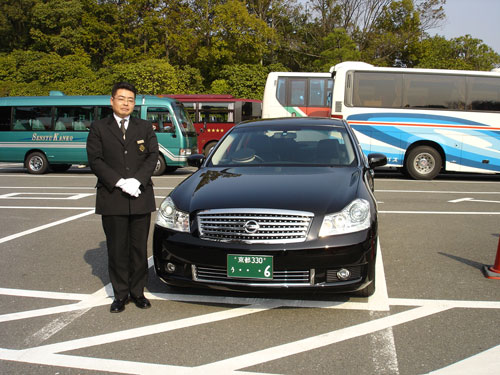
Xòfer

Un xofer o xòfer és la persona encarregada de conduir un vehicle de motor per transportar persones, personalitats o qualsevol tipus de client que hagi contractat els seus serveis, generalment llogant també el vehicle.
L'origen del mot prové de la paraula francesa chauffeur que significa el que escalfa (l'equivalent català, el fogoner, foganyer o fogainer es reserva al tren de vapor), que a la vegada prové del llatí calefacere. A França, el mot data del segle xix i s'aplicava també als fogoners de les locomotores. Les funcions del xofer consisteixen a traslladar a les personalitats o visitants comercials o industrials d'una empresa des del lloc d'arribada fins al lloc de destí.